# Lago del Oeste
El lago del Oeste (en chino, 西湖; pinyin, xī hú; literalmente, ‘lago del Oeste’), es un histórico lago situado en el centro de Hangzhou. Es famoso por sus paisajes, y por su patrimonio cultural. Hay pabellones, pagodas, jardines y muchos edificios históricos dispersos por las orillas de todo el lago.
El paisaje cultural del Lago del Oeste de Hangzhou ha sido nombrado Patrimonio de la Humanidad por la Unesco en 2011, debido a que "ha inspirado a famosos poetas, pensadores y artistas desde el siglo IX. Alberga numerosos templos, pagodas, pabellones, jardines, árboles ornamentales, así como un paso elevado e islas artificiales. [...] El Lago del Oeste ha influido el diseño de jardines en el resto de China así como en Japón y Corea durante siglos y muestra un excepcional testimonio de la tradición cultural paisajística creando una serie de vistas que reflejan la fusión idealizada entre el hombre y la naturaleza."

## Patrimonio arquitectónico
Del patrimonio arquitectónico y cultural del Lago del Oeste podemos destacar: 
- Templo de Yue Fei (岳王廟), tumba y templo conmemorativo a Yue Fei (岳飛).
- Templo de Lingyin (靈隱寺), monasterio budista.
- Granjas de té Longjing (龍井茶園), zona conocida por la calidad de sus plantaciones de té.
- Templo de Jingci.
- Manantial del Tigre Corriendo (虎跑夢泉), manantial famoso por sus aguas minerales.
- Tumba de Su Xiao Xiao (蘇小小墓)
- Tumba de Wu Song (武松墓)
- El Museo del Lago del Oeste (ubicado en su orilla) está dedicado al patrimonio cultural del lago.
- Diferentes pagodas: Pagoda de Leifeng, Pagoda Baochu y Pagoda Liuhe.